# Yokohama Grand Intercontinental Hotel
Le Yokohama Grand Intercontinental Hotel (ヨコハマ グランド インターコンチネンタル ホテル) est un gratte-ciel construit à Yokohama dans la banlieue de Tokyo de 1989 à 1991. Il mesure 140 mètres de hauteur et comprend 600 chambres d'hôtel de la chaine InterContinental.
L'immeuble est situé dans le quartier d'affaires Minato Mirai 21 à côté de la Landmark Tower; la seconde plus haute tour du Japon.
La surface de plancher de l'immeuble est de 70 000 m2.
L'immeuble a été conçu par les cabinets d'architectes Media Five et Nikken Sekkei.